# Labyrint van Barvaux

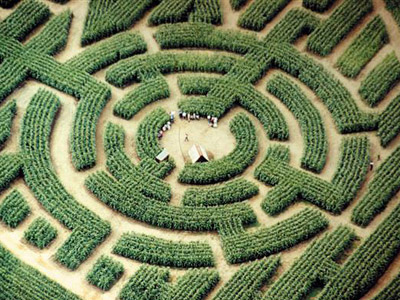
Bovenaanzicht van het Labyrint

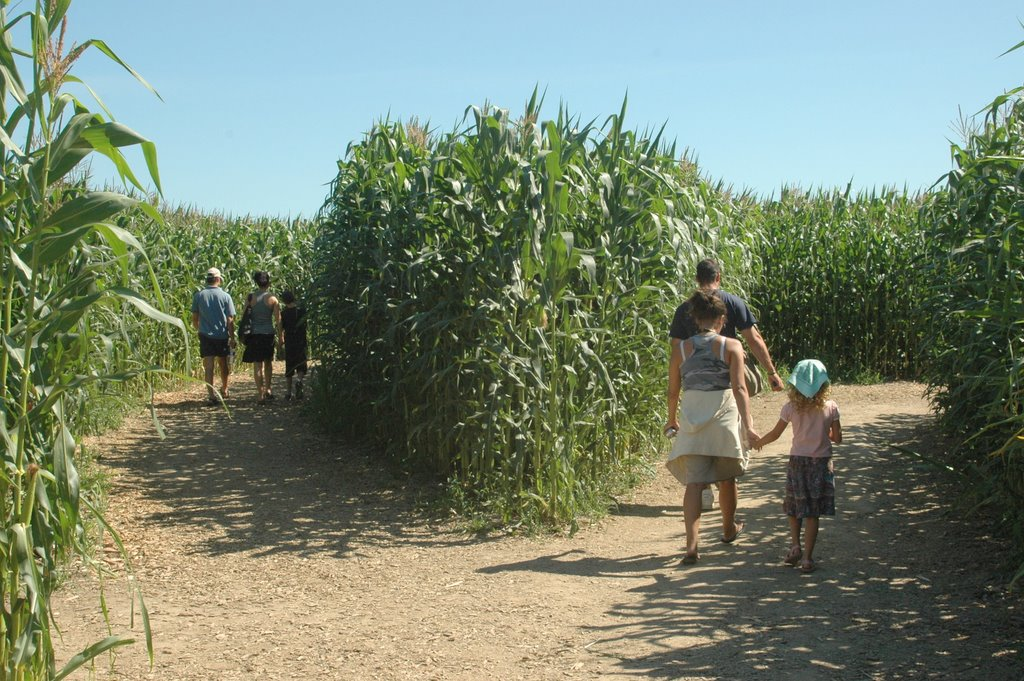

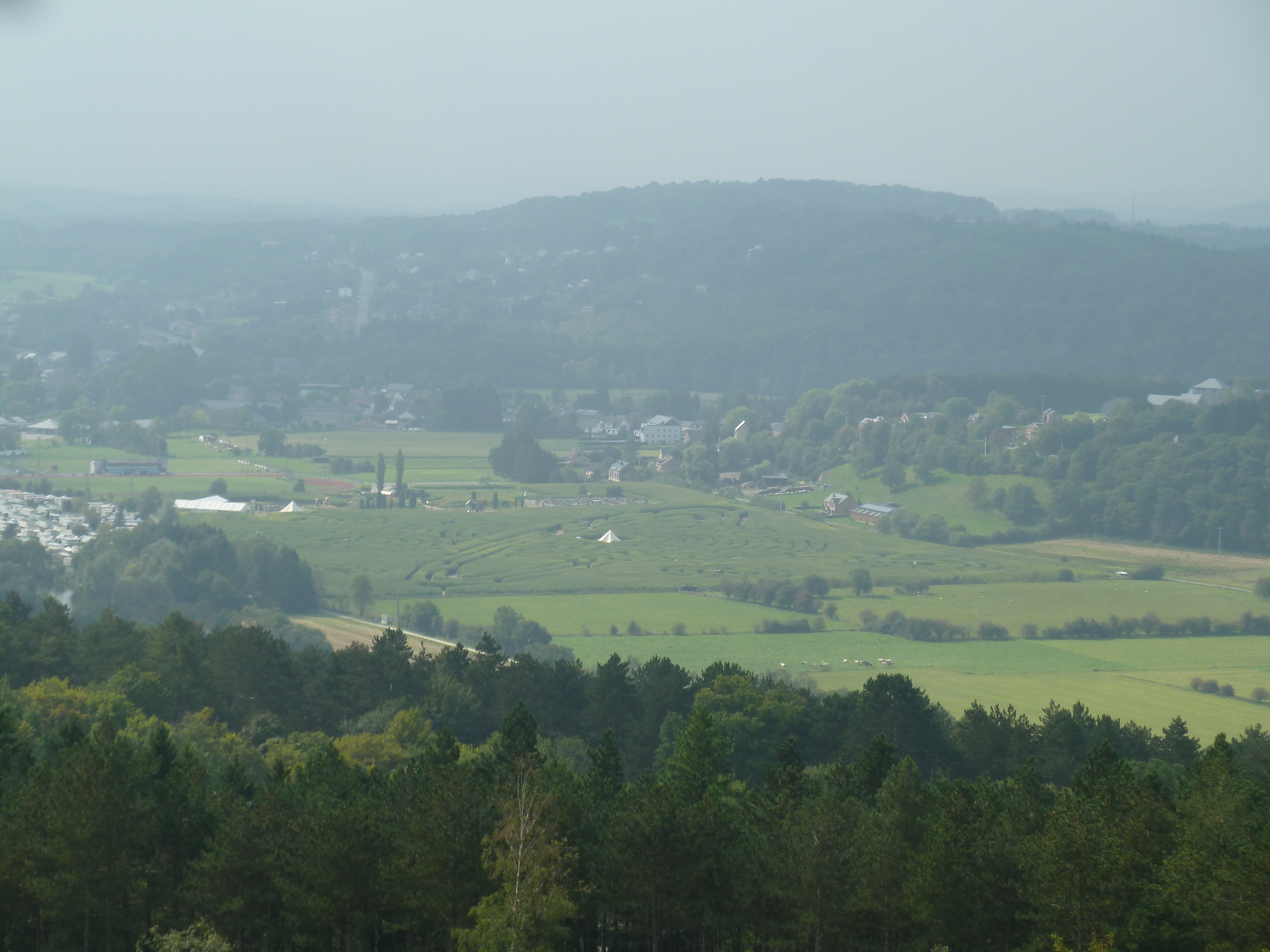
Zicht op het Labyrint vanaf de Dennenheuvel

Het Labyrint van Barvaux is een maïsdoolhof, een trekpleister in Barvaux-sur-Ourthe, deelgemeente van Durbuy (België).

## Thema's
- 1997: De velddieren
- 1998: Alice in Wonderland
- 1999: De overgang naar het jaar 2000
- 2000: De goden van Oude Egypt
- 2001: Peter Pan
- 2002: Merlin l'Enchanteur
- 2003: De sprookjes van Perrault
- 2004: Pinocchio
- 2005: Kuifje
- 2006: Het jungleboek
- 2007: peter en de draak
- 2008: De Piraten
- 2009: De vrienden van Robbedoes
- 2010: Yakari
- 2011: Robin Hood
- 2012: De Maya's
- 2013: De Smurfen
- 2014: Buitenaardsen
- 2015: Peter Pan
- 2016: Peter en de draak
- 2017: Aladdin
- 2018: Tarzan
- 2019: De kleine prins
- 2021: Belle en het beest
- 2022: Pinocchio
- 2023: Skinny en het mysterieuze ei
- 2024: Het circus